# Epedanus praedo
Epedanus praedo is een hooiwagen uit de familie Epedanidae.